# Metriocnemus callinotus
Metriocnemus callinotus är en tvåvingeart som först beskrevs av Jean-Jacques Kieffer 1911.  Metriocnemus callinotus ingår i släktet Metriocnemus och familjen fjädermyggor. Inga underarter finns listade i Catalogue of Life.